# Colapso do Silicon Valley Bank

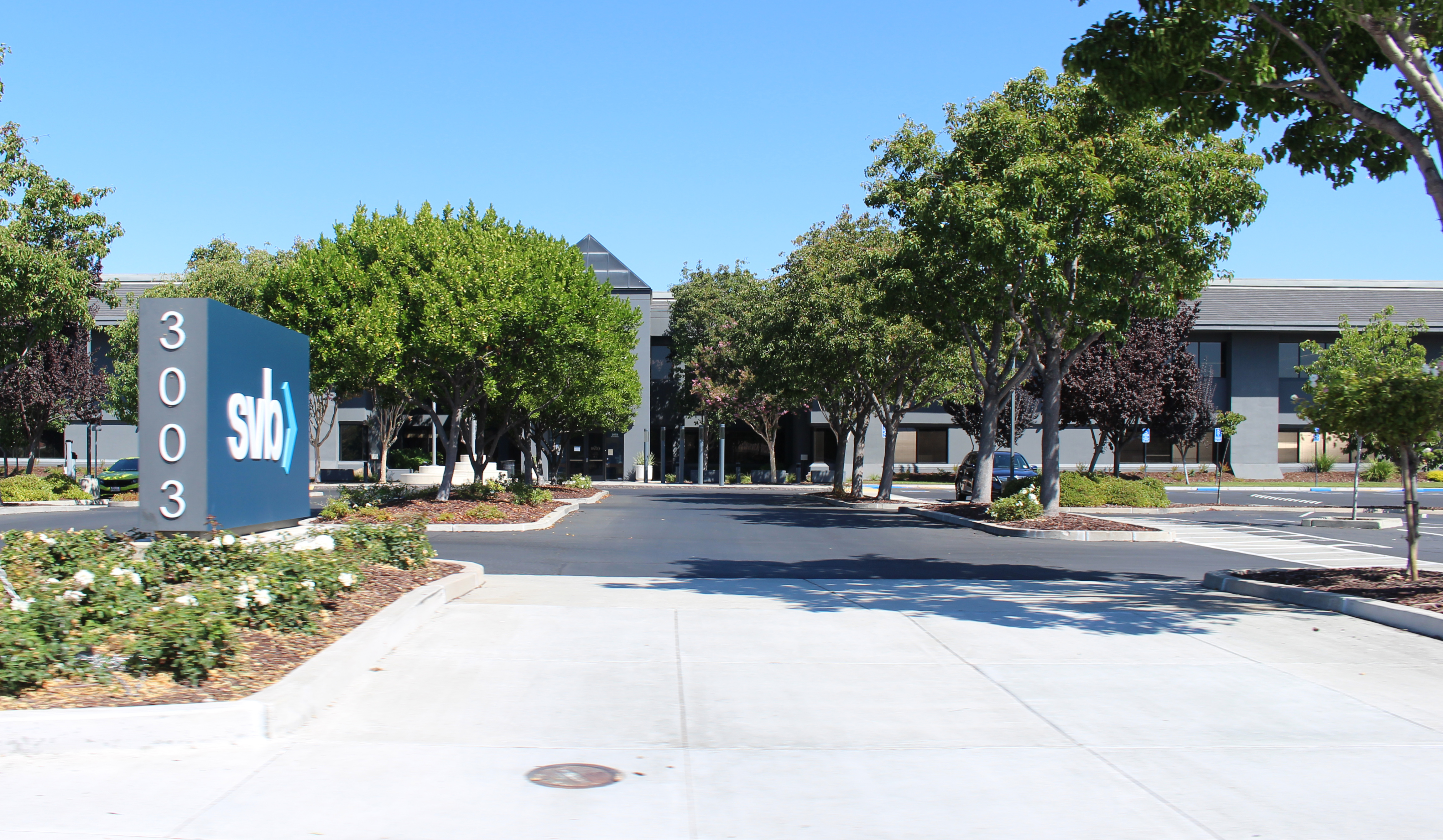
Sede do Banco do Vale do Silício em Santa Clara, Califórnia

No dia 10 de Março de 2023, o Silicon Valley Bank (SVB) colapsou após uma corrida bancária, causando a maior falência bancária desde a crise financeira de 2008 e a segunda maior da história dos Estados Unidos. Este acontecimento levou investidores tecnológicos e startups a buscarem compreender o impacto desta em suas capacidades operacionais.
Durante a pandemia de COVID-19, o setor de tecnologia passou por um período de crescimento. aproveitando-se do aumento dos depósitos em 2021, por conta disso, o SVB comprou títulos do tesouro de longo prazo. O valor desses títulos diminuiu à medida que as taxas de juros aumentaram durante o aumento da inflação de 2021-2023. Para recuperar suas perdas, em 8 de março, o SVB anunciou que havia vendido mais de US$ 21 bilhões em investimentos, emprestado US$ 15 bilhões e realizaria uma venda emergencial de suas ações para levantar US$ 2,25 bilhões. O anúncio causou uma corrida aos bancos, pois os clientes retiraram fundos totalizando US$ 42 bilhões no dia seguinte.
Na manhã de 10 de março de 2023, o Departamento de Proteção Financeira e Inovação da Califórnia (DFPI) emitiu uma ordem tomando posse do SVB, deixando os ativos da empresa ao Federal Deposit Insurance Corporation (FDIC) que posteriormente estabeleceu o Banco Nacional de Seguro de Depósito de Santa Clara. O FDIC está tentando cobrir depósitos segurados e depósitos não segurados com dividendos especiais. Cerca de 89 por cento de seus US$ 175 bilhões em passivos de depósito excederam o máximo segurado pelo FDIC.
O colapso do SVB teve um impacto significativo nas startups, com muitas incapazes de retirar dinheiro do banco. Empresas de tecnologia, como a empresa de streaming de mídia Roku, Inc., a desenvolvedora de videogames Roblox Corporation e o serviço de hospedagem de vídeo Vimeo, foram afetadas pelo colapso.

## Histórico
O SVB foi um banco comercial fundado em 1983 e sediado em Santa Clara, Califórnia. Até seu colapso, o SVB era o 16º maior banco dos Estados Unidos e estava fortemente voltado para atender empresas e indivíduos da indústria tecnológica. Quase metade das empresas de saúde e tecnologia apoiadas por capital de risco do país foram financiadas pelo SVB. Empresas como Airbnb, Cisco, Fitbit, Pinterest e Block, Inc. são clientes do banco. Além de financiar empresas apoiadas por capital de risco, o SVB era conhecido como uma fonte de private banking, linhas de crédito pessoal e hipotecas para empreendedores do ramo tecnológico. Antes de 9 de março de 2023, o SVB estava em "condição financeira sólida", de acordo com o Departamento de Proteção Financeira e Inovação da Califórnia, embora um número crescente de vendedores a descoberto tenha começado a visar o SVB no início do ano. Os funcionários receberam seus bônus anuais em 10 de março de 2023, horas antes de o governo assumir o controle da empresa.
No último relatório de chamada do banco, arquivado em 31 de dezembro de 2022, este detinha 209 bilhões em ativos totais, com US$ 175,488 bilhões em depósitos totais, dos quais o banco estimou que US$ 151,592 bilhões não eram assegurados (86,38%).

## Colapso

### Perdas
Os depósitos do banco aumentaram de US$ 62 bilhões em março de 2020 para US$ 124 bilhões em março de 2021, beneficiados pelo impacto da pandemia de COVID-19 na ciência e tecnologia. A maioria desses depósitos foi investida em títulos do tesouro de longo prazo, pois o banco buscava um retorno maior sobre o investimento do que os disponíveis em títulos de prazo mais curto. Esses títulos de longo prazo caíram de valor à medida que as taxas de juros subiram durante o aumento da inflação de 2021-2023 e se tornaram menos atraentes como investimentos. Em 31 de dezembro de 2022, o SVB tinha perdas não contabilizadas de marcação a mercado superiores a US$ 15 bilhões em títulos mantidos até o vencimento.
Ao mesmo tempo, as startups retiraram depósitos do banco para financiar suas operações, pois o financiamento privado tornou-se mais difícil de obter. Para levantar o dinheiro necessário para financiar as retiradas, o banco vendeu todos os seus títulos disponíveis para venda, realizando uma perda de US$ 1,8 bilhão. O banco foi criticado por cronometrar seu anúncio logo após o Silvergate Bank, que atendia a usuários de criptomoedas, iniciar o encerramento de suas operações.
Alguns especialistas bancários disseram que o banco teria gerenciado melhor seus riscos se não fosse a Lei de Crescimento Econômico, Alívio Regulatório e Proteção ao Consumidor, promulgada em 2018 e apoiada pelo CEO do SVB, Greg Becker, que reduziu a frequência e o número de cenários necessários testes de estresse implementados sob o Dodd-Frank Wall Street Reform and Consumer Protection Act para bancos com menos de US$ 250 bilhões em ativos.

### Instabilidade
Na semana anterior ao colapso, a Moody's Investors Service informou ao SVB Financial, holding do banco, que estava enfrentando um possível rebaixamento de sua classificação de crédito por causa de suas perdas não realizadas. Em 8 de março de 2023, o SVB anunciou que havia vendido mais de US$ 21 bilhões em seus investimentos, emprestado US$ 15 bilhões e realizaria uma venda emergencial de suas ações para levantar US$ 2,25 bilhões. Apesar das medidas tomadas pelo banco, a Moody's rebaixou o SVB em 8 de março. Investidores em várias empresas de capital de risco, incluindo o Founders Fund de Peter Thiel, exortou suas portfolio companies a retirar seus depósitos do banco. No dia 9 de março, os clientes sacaram US$ 42 bilhões, deixando o banco com saldo de caixa negativo de cerca de US$ 958 milhões. Entre as empresas de serviços financeiros que receberam dinheiro dos clientes do SVB estavam Brex, JPMorgan Chase, Morgan Stanley e First Republic Bank. Fundos de capital de risco, incluindo Founders Fund, Union Square Ventures e Coatue Management, encorajaram as empresas em seus portfólios a evitarem o impacto do colapso do SVB retirando seu dinheiro, além do Founders Fund que retirou todos seus fundos do banco na manhã de 9 de março. O valor das ações do SVB despencou até a paralisação das negociações na manhã de 10 de março.
Em 27 de fevereiro, o CEO do SVB Financial Group, Greg Becker, vendeu 12.451 ações da empresa, totalizando US$ 3,6 milhões, por meio de um plano de negociação executivo que ele arquivou na SEC sob a Regra 10b5-1 em 26 de janeiro. A regra foi criticada como uma brecha que permite o uso de informações privilegiadas (Insider trading). A partir de 1º de abril, a SEC exigirá um período mínimo de resfriamento de 90 dias para a maioria dos planos executivos de negociação.

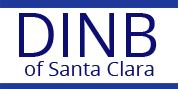
O FDIC criou o Banco Nacional de Seguros de Depósitos de Santa Clara (DINB) para distribuir depósitos segurados

### Administração judicial
Na manhã do dia 10 de março, examinadores do Sistema de Reserva Federal dos Estados Unidos e do Federal Deposit Insurance Corporation (FDIC) chegaram aos escritórios do SVB para avaliar as finanças da empresa. Várias horas depois, o Departamento de Proteção Financeira e Inovação da Califórnia (DFPI) emitiu uma ordem tomando posse do SVB, citando liquidez inadequada e insolvência, e nomeou o FDIC como receptor. O FDIC então estabeleceu o Banco Nacional de Seguro de Depósito de Santa Clara para reabrir as agências do banco na segunda-feira seguinte e permitir o acesso aos depósitos segurados. A falência do SVB foi a maior de qualquer banco desde a crise financeira de 2007-2008 e a segunda maior da história dos Estados Unidos. O CEO do banco, Greg Becker, foi removido do conselho de administração do Sistema de Reserva Federal de São Francisco.
De acordo com relatórios regulatórios de 31 de dezembro de 2022, estima-se que os depósitos não segurados representem 89% do total de depósitos no banco; no entanto, o Moody's Investor Service informou em 10 de março que esperava uma taxa de recuperação para depositantes não segurados de 80 a 90 por cento. O FDIC afirmou que começaria a cobrir depósitos não segurados com dividendos especiais dentro de alguns dias, à medida que os ativos do SVB fossem liquidados. Além disso, notificou os funcionários do Silicon Valley Bank que eles seriam demitidos em 45 dias; enquanto isso, oferecia aos funcionários assalariados um aumento de 50% e os funcionários horistas pagavam o dobro por qualquer hora extra. A secretária do Tesouro, Janet Yellen, descartou o resgate do SVB.
O Banco da Inglaterra emitiu uma declaração de que buscou uma ordem judicial para colocar a subsidiária do banco no Reino Unido em um processo de insolvência bancária. O Shanghai Pudong Development Bank emitiu um comunicado de que suas operações conjuntas com o SVB, presididas por seu próprio presidente com sede em Xangai, não foram afetadas pelo colapso de 11 de março.

### Processo de leilão
Em 11 de março, o FDIC iniciou um processo de leilão para vender os ativos do SVB, com lances finais até 12 de março.

## Impacto
Especialistas disseram que é improvável que o colapso do SVB represente um risco sistêmico ao sistema financeiro dos Estados Unidos. Todavia, embora eles pensem que esses efeitos são temporários, o colapso do banco criou dificuldades entre algumas startups de tecnologia e empresas com ativos significativos não segurados e baixo fluxo de caixa enfrentam riscos significativo. Muitas startups não conseguiram recuperar o dinheiro, resultando em empresas fazendo empréstimos para pagar a folha de pagamento. Como a lei estadual da Califórnia exige que os funcionários sejam pagos dentro de um determinado número de dias, a incapacidade contínua de acessar depósitos pode fazer com que um grande número de startups deem licença aos funcionários, reduzam sua força de trabalho por meio de demissões ou feche totalmente. O colapso do banco também reduz o financiamento disponível para startups no mercado de dívida de risco, que cresceu em importância à medida que as empresas de capital de risco reduziram drasticamente seus investimentos.
Em um arquivo da Securities and Exchange Commission (SEC), a empresa de streaming de mídia Roku, Inc. revelou que cerca de um quarto das reservas de caixa da empresa - US$ 487 milhões - eram detidas pelo SVB. Outras empresas afetadas pelo colapso incluem a desenvolvedora de videogames Roblox Corporation, o serviço de hospedagem de vídeos, Vimeo, e processador de folha de pagamento Rippling. A Circle, emissora de USD Coin (USDC), atestou que o SVB é um dos seis parceiros bancários usados pela empresa para administrar suas reservas de caixa para USDC. O preço do USDC caiu abaixo de sua taxa de câmbio fixada em US$ 1 durante as negociações de 10 e 11 de março, fazendo com que a Coinbase interrompesse as conversões entre USDT e dólares americanos. Fora do espaço das startups de tecnologia, a Vox Media teve seu caixa concentrado no banco e viu seus cartões de crédito emitidos pelo SVB pararem de funcionar. A indústria vinícola da Califórnia também foi afetada pelo colapso do SVB, já que era um dos principais bancos regionais de vinícolas.
A capitalização de mercado dos bancos estadunidenses perderam US$ 100 bilhões em dois dias e os bancos europeus perderam US$ 50 bilhões. As perdas do SVB destacaram o desafio que os bancos podem enfrentar no ambiente atual, já que o aumento das taxas de juros reduz o valor de mercado dos títulos que eles compraram sob políticas de taxas baixas. Algumas empresas buscaram segurança em bancos comerciais maiores, transferindo seus depósitos de bancos regionais semelhantes ao Silicon Valley Bank, levantando preocupações sobre uma maior instabilidade no setor bancário. Vários bancos, como o First Republic Bank e o Western Alliance Bancorporation, emitiram comunicados à imprensa buscando acalmar os investidores. Apesar dessas preocupações, os especialistas bancários acreditam que outros bancos permanecerão estáveis, pois o SVB era excessivamente especializado em fornecer serviços bancários a um setor de risco da economia e os regulamentos financeiros se fortaleceram desde a crise financeira de 2008, que precedeu a Grande Recessão. De acordo com a Lei Dodd-Frank de 2010 (partes das quais o executivo-chefe do SVB havia feito lobby sem sucesso em 2015 para enfraquecer), os bancos considerados sistemicamente importantes (incluindo grandes bancos regionais, como o SVB) estavam sujeitos a certos regulamentos financeiros, incluindo testes periódicos de estresse e o exigência de adoção de um plano de resolução (“testamento vital”) a ser utilizado para liquidar as operações em caso de falência do banco.

## Reações
O Presidente dos Estados Unidos, Joe Biden, discutiu o colapso com o Governador da Califórnia, Gavin Newsom, em 11 de março. A assessora econômica da Casa Branca, Cecilia Rouse, expressou confiança na resiliência do sistema bancário. O Primeiro-ministro Israelense, Benjamin Netanyahu, prometeu tomar medidas para ajudar as empresas de tecnologia israelenses a superar a crise de liquidez.
Os capitalistas de risco, Garry Tan e David O. Sacks e o gerente de fundos hedge, Bill Ackman pediram uma intervenção do governo para proteger os depositantes sem seguro. Os representantes Ruben Gallego, do Arizona, e Eric Swalwell, da Califórnia, pediram que os depositantes fossem curados, enquanto os representantes Ro Khanna e Brad Sherman, da Califórnia, convocou o Departamento do Tesouro e o FDIC para afirmar que os depositantes seriam protegidos para que pudessem fazer a folha de pagamento. O representante Matt Gaetz, da Flórida, expressou oposição a um "salvamento do contribuinte" do banco.

Os proponentes da criptomoeda citaram o colapso em apoio a um sistema monetário descentralizado. No entanto, a falha relacionada do FTX em novembro de 2022 também resultou de um pânico sobre a liquidez, e o colapso do SVB aconteceu poucos dias depois que o Silvergate Bank, centrado em criptomoedas, anunciou que estava fechando.